# L’Honor-de-Cos
L’Honor-de-Cos – miejscowość i gmina we Francji, w regionie Oksytania, w departamencie Tarn i Garonna. Przez gminę przepływa rzeka Aveyron.
Według danych na rok 1990 gminę zamieszkiwało 1301 osób, a gęstość zaludnienia wynosiła 41 osób/km² (wśród 3020 gmin regionu Midi-Pireneje L’Honor-de-Cos plasuje się na 270. miejscu pod względem liczby ludności, natomiast pod względem powierzchni na miejscu 273.).